# Al-Shamsiyah
Al-Shamsiyah (tiếng Ả Rập: الشمسية) là một ngôi làng Syria nằm trong phó huyện Masyaf ở huyện Masyaf, nằm ở phía tây Hama. Theo Cục Thống kê Trung ương Syria (CBS), al-Shamsiyah có dân số 1.52 trong cuộc điều tra dân số năm 2004.